# L'Outeiro (Candamo)
L'Outeiro es una entidad de población española de la parroquia de San Tirso, perteneciente al municipio de Candamo, en la comunidad autónoma de Asturias.

## Toponimia
El nombre del lugar puede encontrarse escrito con las grafías L'Outeiro y Otero.

## Historia
Hacia mediados del siglo XIX, el lugar, ya por entonces perteneciente a la parroquia de San Tirso del municipio de Candamo, tenía contabilizada una población de 123 habitantes. Aparece descrito en el duodécimo volumen del Diccionario geográfico-estadístico-histórico de España y sus posesiones de Ultramar de Pascual Madoz con las siguientes palabras:

OTERO: l. en la prov. de Oviedo, ayunt. de Candamo y felig. de San Tirso: sit. en la ladera de la cumbre de Corion continuada por la sierra de la Sollera; desde este pueblo arrancan 2 encañadas, una contra el Nalon entre la altura de Sarrapio y en el barrio de Quintana, y otra contra el Narcea, que corre entre los lím. de esta felig. y la de San Estéban á desaguar en dicho r. por San Justo. terreno: calizo y poco fértil. prod.: maiz, escanda, habas, patatas y otros frutos. pobl.: 29 vec., 123 habitantes.
(Madoz, 1849, p. 409)

En 2023, la entidad singular de población tenía empadronados 27 habitantes, todos ellos en el núcleo de población del mismo nombre.